# Dysplazja kręgosłupowo-przynasadowa Kozłowskiego
Dysplazja kręgosłupowo-przynasadowa Kozłowskiego zwana także dysplazją spondylometafizalną Kozłowskiego lub zespołem Kozłowskiego (ang. Kozlowski spondylometaphyseal dysplasia) – bardzo rzadki zespół wad wrodzonych, zaliczana do osteochondrodysplazji. Choroba została po raz pierwszy opisana w 1967.
Mechanizm defektu w tej wadzie jest nieznany. Choroba dziedziczy się najczęściej autosomalnie dominująco, choć opisano również przypadki dziedziczenia recesywnego.
Obraz choroby może przybierać wiele wariantów, obecnie wyróżnia się 7 typów zespołu. Rozpoznanie choroby opiera się na podstawie analizy zdjęć radiologicznych kośća. Objawami osiowymi, występującymi we wszystkich typach jest karłowatość z krótkim tułowiem, skrzywienie kręgosłupa, zaburzenia chodu i kostnienie przynasadowe.
Dzieci po porodzie nie wykazują zaburzeń rozwoju, w związku z czym rozpoznanie nie jest zazwyczaj stawiane zaraz po urodzeniu. Jednakże już we wczesnym okresie niemowlęcym pojawiają się zaburzenia wzrostu, przejawiające się przede wszystkim nieproporcjonalnym skróceniem tułowia, przy zachowanej długości kończyn. Do obrazu dołącza się ograniczenie ruchomości kończyn, koślawość kolan, skolioza i klatka piersiowa kurza. Osoby dorosłe osiągają 130–150 cm wzrostu, nie stwierdza się u nich upośledzenia umysłowego.